# Srpen 2016

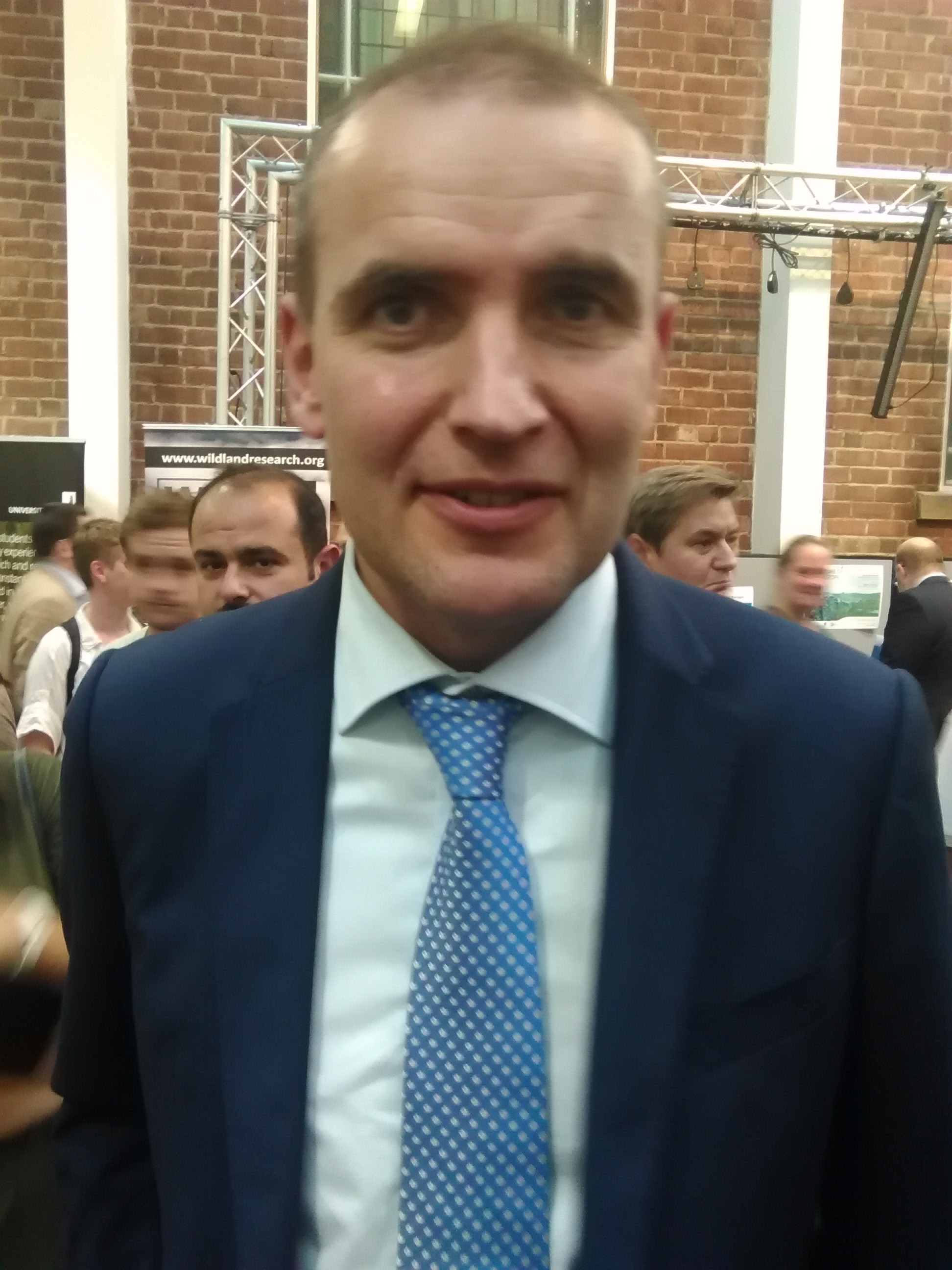
Gudni Thorlacius Johannesson

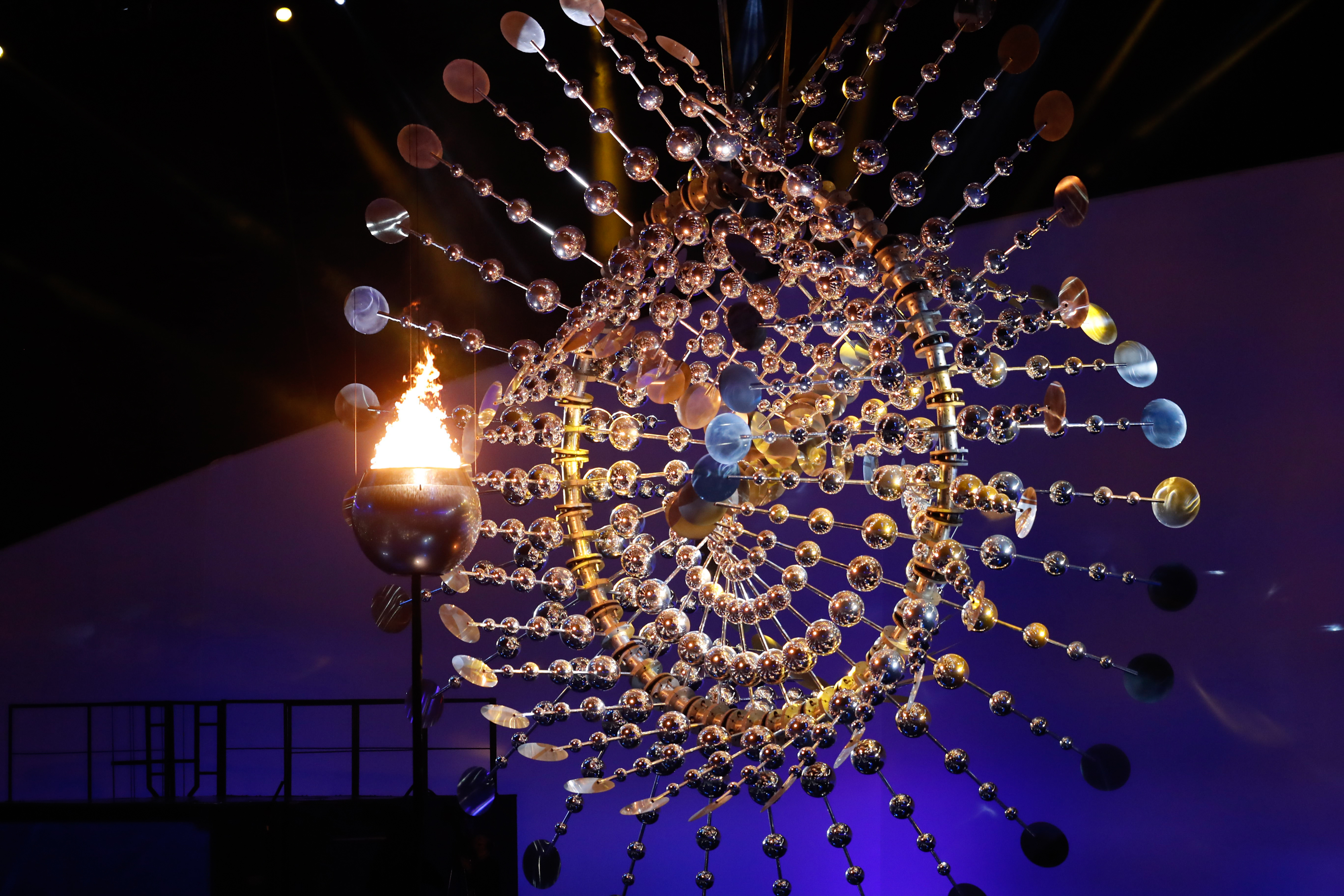
Olympijský oheň - Estádio do Maracanã

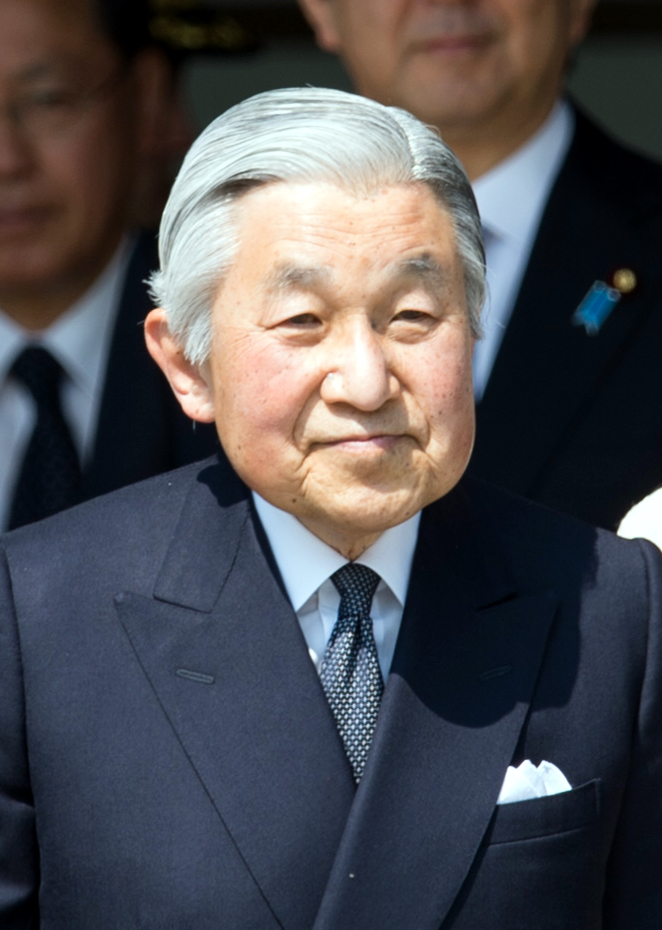
Císař Akihito

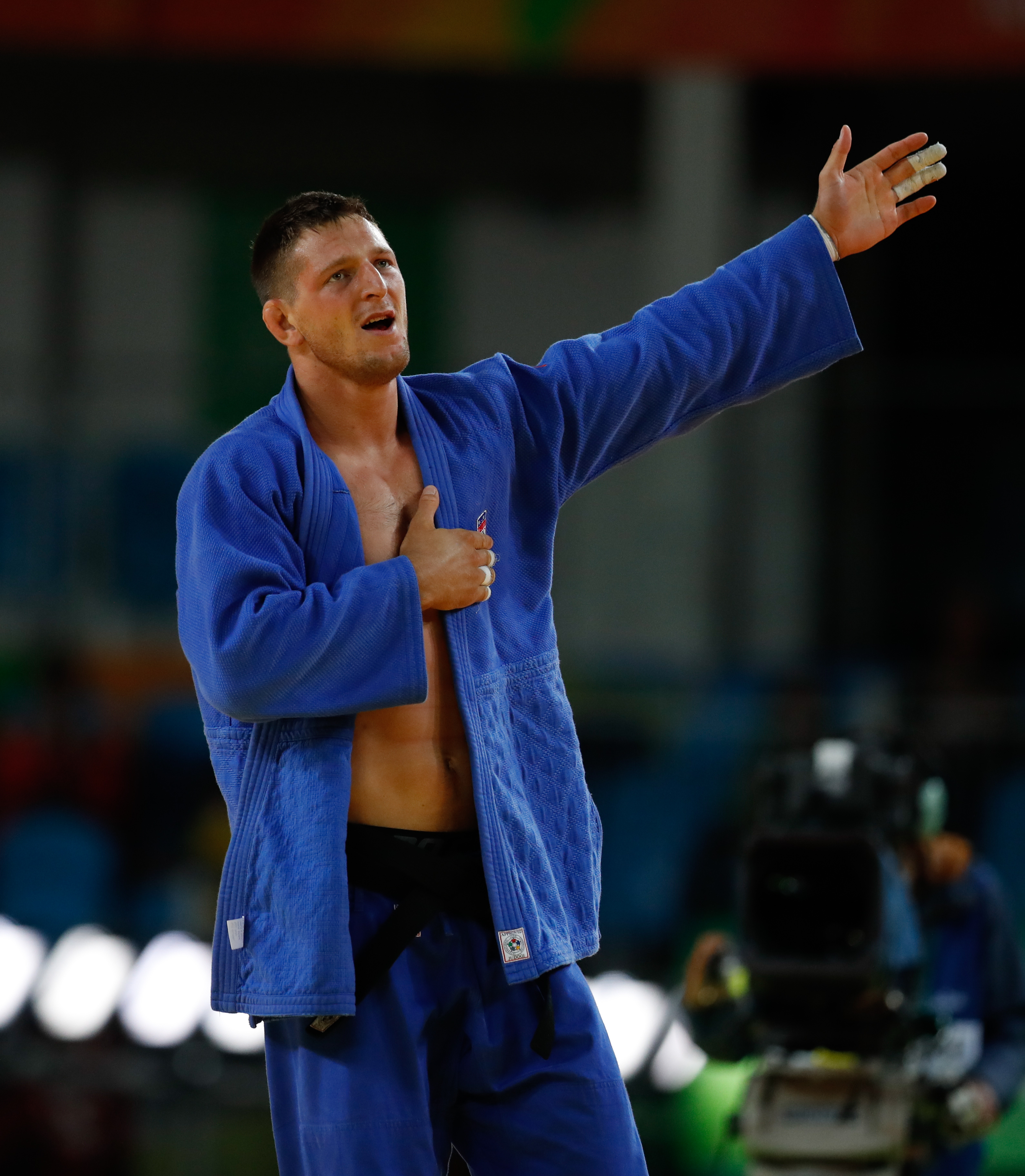
Lukáš Krpálek

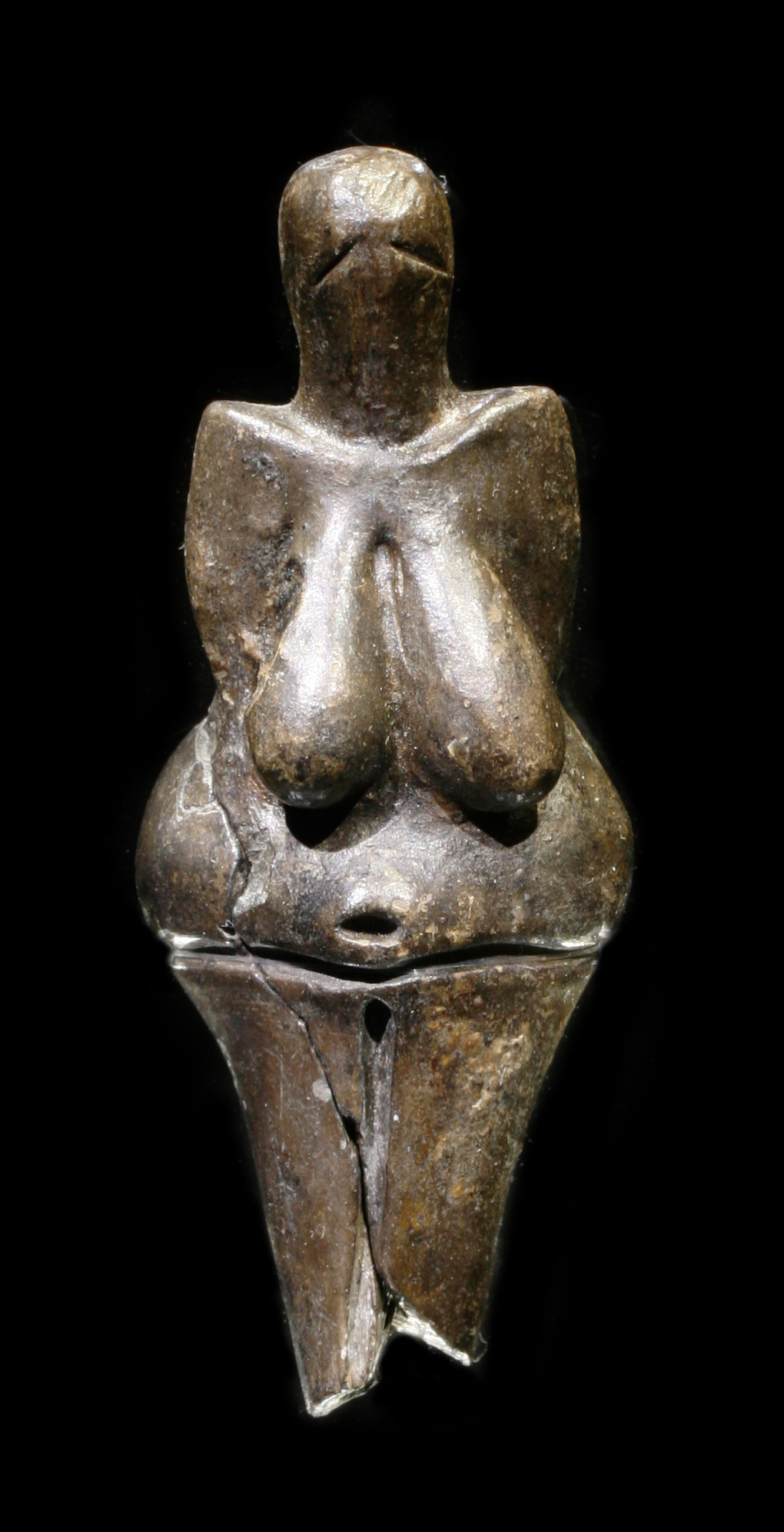
Věstonická venuše

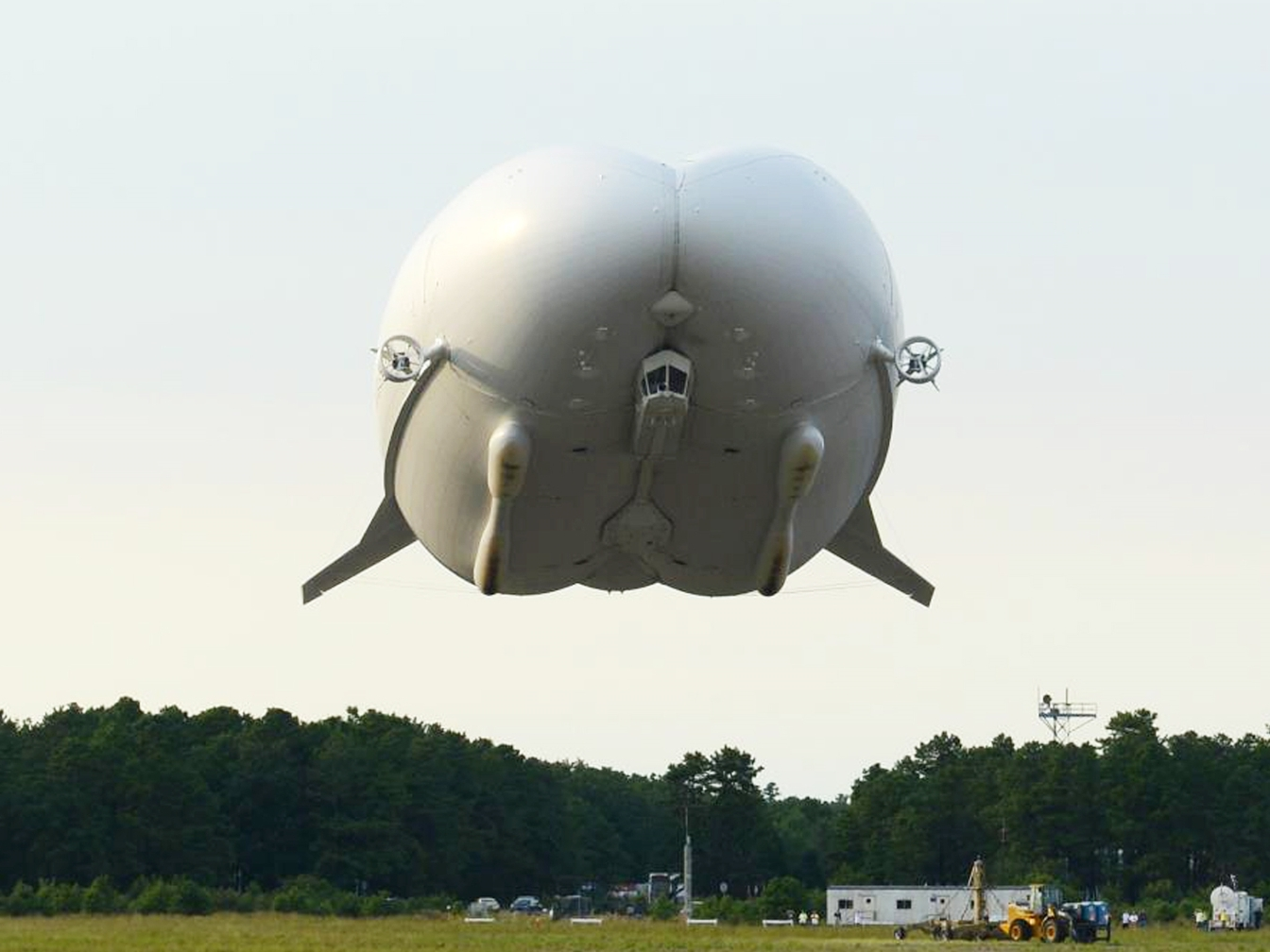
Airlander10

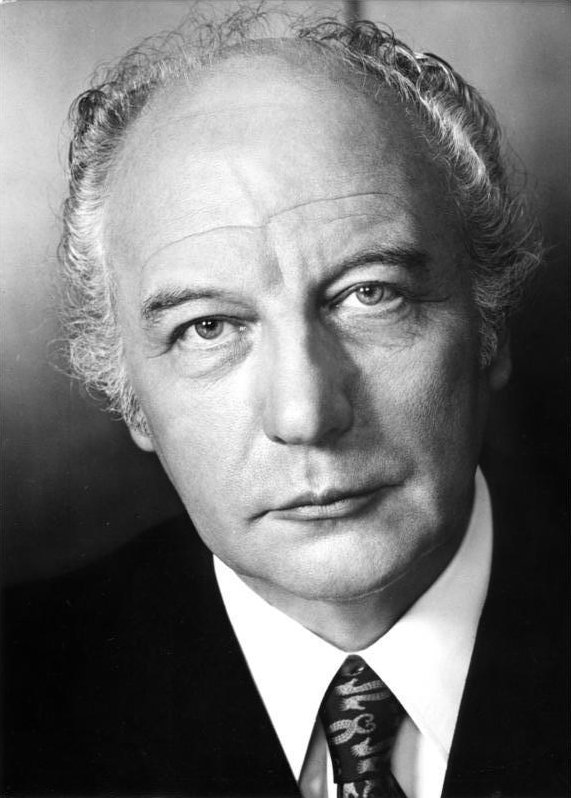
Walter Scheel

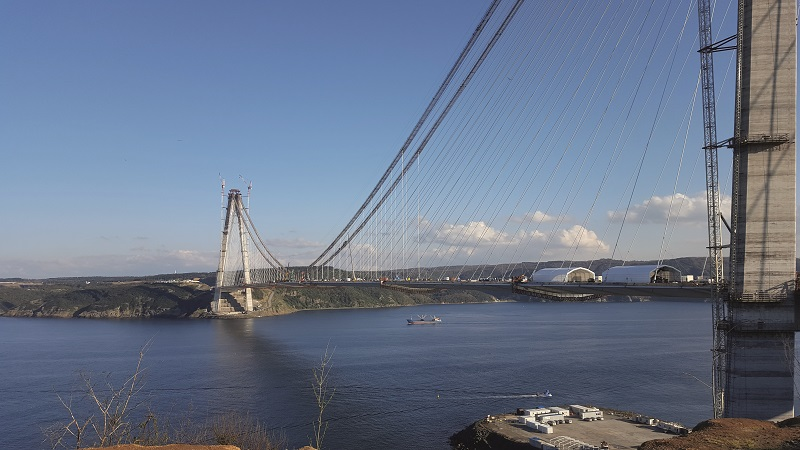
Most Sultána Selima I.

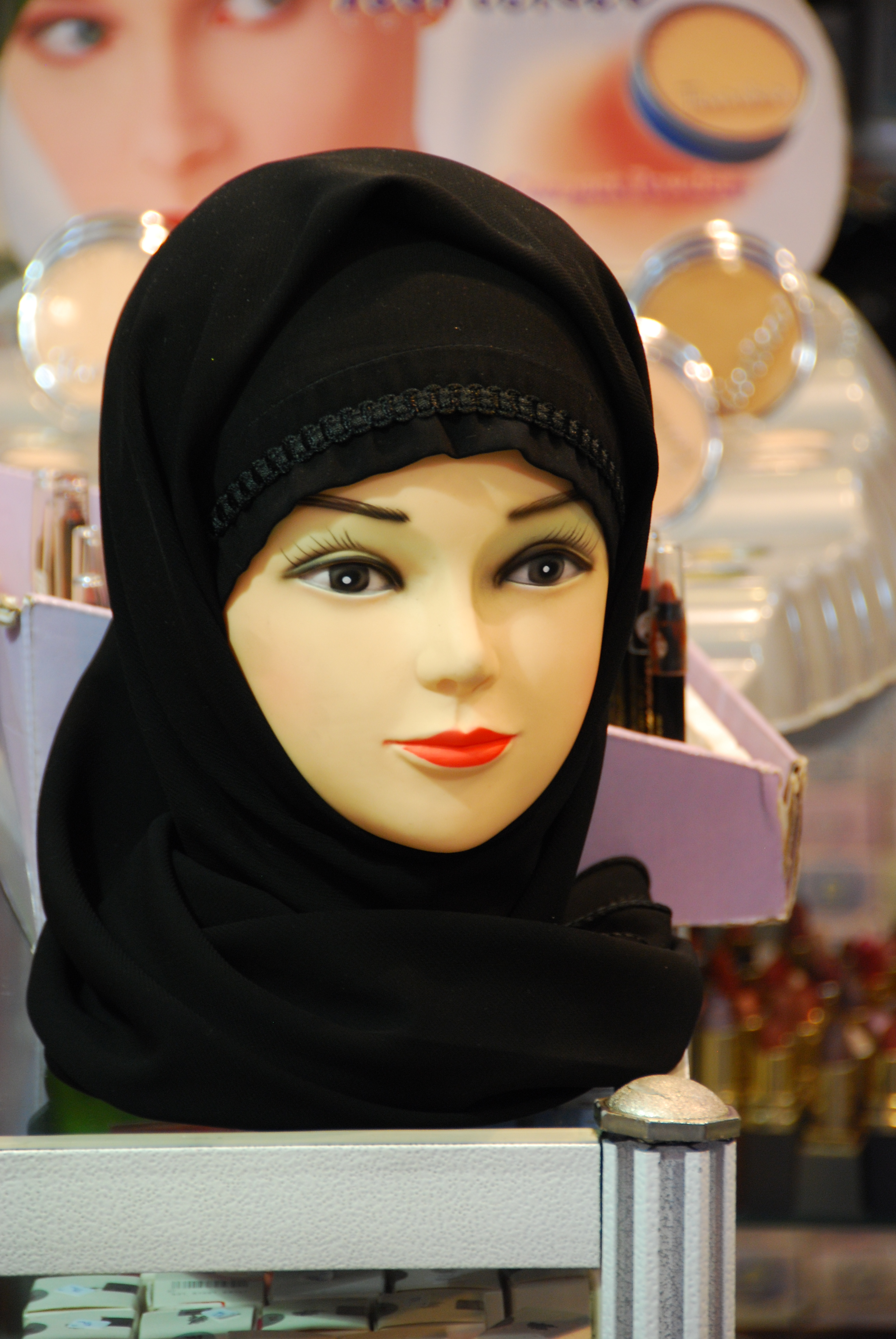
muslimský šátek

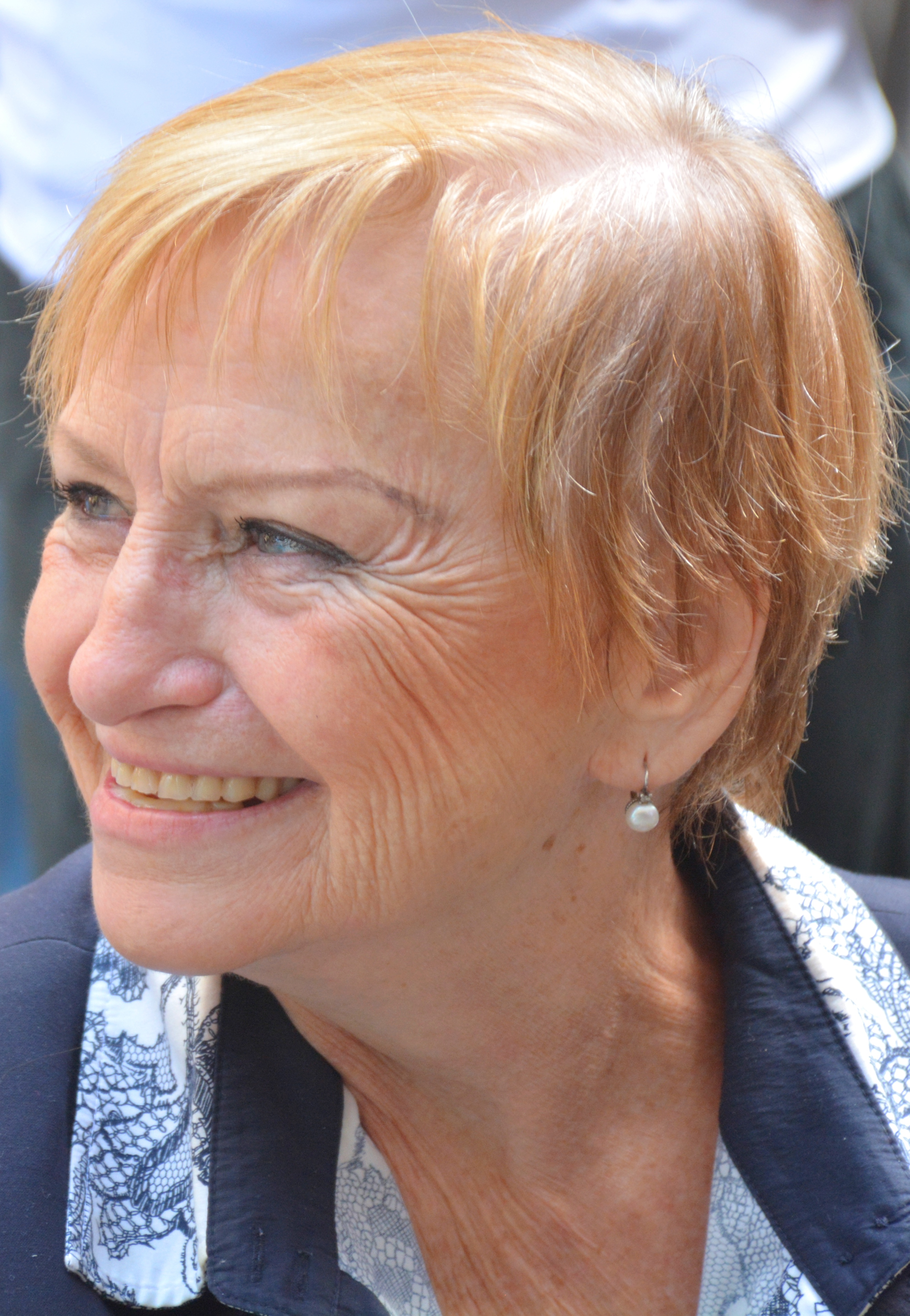
Věra Čáslavská

1. srpna – pondělí
  Americké letectvo zahájilo nálety na pozice Islámského státu v Libyi.
  Ruská vojenská intervence v Sýrii: Pět ruských vojáků bylo zabito, poté co syrští povstalci sestřelili helikoptéru Mil Mi-8 v severozápadní Sýrii.
 Gudni Jóhannesson (na obrázku) byl jmenován novým islandským prezidentem.
 Ve věku 92 let zemřela poslední rumunská královna Anna Rumunská, manželka krále Michala I.
2. srpna – úterý
 V Rouenu se za účasti několika tisíc lidí konal pohřeb kněze Jacquese Hamela, zavražděného teroristy, hlásícími se k Islámskému státu. V Česku na památku zavražděného kněze ve tři hodiny odpoledne vyzváněly kostelní zvony.
  Brexit: Předseda Evropské komise Jean-Claude Juncker jmenoval Brita Juliana Kinga na pozici komisaře pro bezpečnost zodpovědného za boj proti terorismu a dalším formám organizovaného zločinu s pětiletým mandátem.
3. srpna – středa
   Na kongresu Mezinárodního olympijského výboru před letními olympijskými hrami v Riu de Janeiru bylo odsouhlaseno, že baseball a softball, karate, skateboarding, sportovní lezení a surfing budou novými sporty na letních olympských hrách 2020 v Tokiu. Baseball a softball se vrátí zpátky po vyřazení v roce 2008.
6. srpna – sobota
  Před 5. hodinou ranní SELČ zaplál nad Estádio do Maracanã v Rio de Janeiru olympijský oheň (na obrázku) a byly zahájeny Letní olympijské hry 2016. ČR zatím má 2 medaile.
 Občanská válka v Sýrii: Syrské demokratické síly dobyly většinu města Manbidž v severní Sýrii a obklíčily bojovníky Islámského státu v jeho centru.
 Válka na východní Ukrajině: Igor Plotnickij, prezident samozvané Luhanské lidové republiky, byl zraněn při pokusu o atentát.
7. srpna – neděle
  Dopingový skandál ruské atletiky: Mezinárodní paralympijský výbor zakázal ruským sportovcům účast na Letních paralympijských hrách v Riu de Janeiru.
 Občanská válka v Sýrii: Bojovníci Džaíš al-Fatah oznámili prolomení vládního obležení části největšího syrského města Aleppo.
 Nejméně 20 lidí zemřelo v důsledku přívalové povodně v makedonském hlavním městě Skopje.
8. srpna – pondělí
 Japonský císař Akihito (na obrázku) přednesl svůj druhý televizní projev v němž naznačil, že je kvůli zdravotním problémům připraven abdikovat, pokud to japonský parlament umožní.
11. srpna – čtvrtek
  První zlatou medaili pro Česko na LOH 2016 v Riu získal judista Lukáš Krpálek (na obrázku).
 O čtvrteční a páteční noci vrcholí každoroční jev „padajících hvězd“ – pozorovatelný roj meteorů Perseidy.
12. srpna – pátek
 Turistická letoviska v Thajsku jsou již druhým dnem cílem série doposud 8 teroristických útoků. Výbuchy usmrtily celkově 4 osoby, zraněných je evidováno několik desítek. K útokům se zatím nikdo nepřihlásil, ale předpokládá se, že jde o povstalce, kteří bojují proti vojenskému režimu.
13. srpna – sobota
 Zemřel Kenny Baker, britský herec, jenž se proslavil rolí robota R2-D2 ve filmové sérii Star Wars.
 Čeští hokejisté do 18 let poprvé v historii vyhráli prestižní Memoriál Ivana Hlinky, když ve finále porazil celek USA 4:3.
14. srpna – neděle
 Tradičním pochodem, kterého se zúčastnilo 40 tisíc lidí, vyvrcholil šestý ročník pražského festivalu LGBT hrdosti Prague Pride.
 Zastřelení podezřelého černošského řidiče s ukradenou střelnou zbraní během pronásledování policií vyvolalo v americkém Milwaukee násilné protesty doprovázené žhářstvím a pleněním.
15. srpna – pondělí
 Novým ředitelem české Bezpečnostní informační služby se stal Michal Koudelka. Vystřídal tak Jiřího Langa, který v čele BIS stál 13 let.
  Turecký ministr zahraničí Mevlüt Çavuşoglu opakovaně varoval, že pokud Evropská unie nezavede do října 2016 bezvízový styk pro turecké občany, přestane zřejmě platit dohoda o zadržování a vracení běženců do Turecka.
16. srpna – úterý
  Podle uniklé zprávy německého ministerstva vnitra Turecko léta vědomě spolupracuje s islamistickými a teroristickými organizacemi na Blízkém východě.
17. srpna – středa
 Soška Věstonické venuše (na obrázku) byla za policejního dozoru převezena z Moravského zemského muzea v Brně do laboratoří, kde bude podrobena analýze počítačovou tomografií s vysokým rozlišením. Analýzy by měly objasnit přesné složení materiálu sošky a odhalit dosud neznámé podrobnosti její struktury.
18. srpna – čtvrtek
  Rozsáhlé záplavy na jihu americké Louisiany jsou největší živelní pohromou od ničivého hurikánu Katrina z roku 2005. Voda už zaplavila 40 000 domů a z záplavy si dosud vyžádaly 13 obětí na životech.
 V anglickém hrabství Bedfordshire poprvé vzlétla hybridní vzducholoď Airlander 10 (na obrázku). Letoun s kombinací prvků vzducholodě plněné heliem a letadla je dlouhý 92 metrů a široký 43,5 metru a je tak největším vzdušným strojem na světě, unese přitom pouze deset tun nákladu.
19. srpna – pátek
 Humanitární nezisková organizace Lékaři bez hranic oznámila, že stahuje své pracovníky ze šesti zdravotnických zařízení na severu Jemenu. Lékaři bez hranic při té příležitosti zdůraznili, že šlo za tento rok už o čtvrtý útok na nemocnice v Jemenu, ve kterých pracují.
 Na východě Ukrajiny padlo za poslední 3 dny již 5 vládních vojáků. Ukrajinský prezident Petro Porošenko obvinil povstalecké vedení z nedodržování Minských mírových dohod a pohrozil válkou.
20. srpna – sobota
 Dlouho ohlašovaný skleněný most v Čang-ťia-ťie, „nejdelší a nejvyšší skleněný most na světě“, byl otevřen pro veřejnost v čínské provincii Chu-nan, prefektura Čang-ťia-ťie v národním parku Wu-ling-jüan. Přibližně 430 metrů dlouhý most je složen z 99 obdélníků z třívrstvého skla ve výšce 300 metrů nad zemí.
21. srpna – neděle
 Iniciativa Martina Konvičky způsobila při fiktivní okupaci hlavního města Islámským státem na pražském Staroměstském náměstí hromadnou paniku. Happening poté ukončila policie.
  Přibližně od půlnoci SELČ probíhal v Rio de Janeiru závěrečný ceremoniál, který oficiálně ukončil Letní olympijské hry 2016 a předal pomyslnou štafetu do Tokia. Česká výprava si odvezla 1 zlatou, 2 stříbrné a 7 bronzových medailí.
23. srpna – úterý
  Dopingový skandál ruské atletiky: Mezinárodní sportovní arbitráž potvrdila zákaz účasti ruských sportovců na letních paralympijských hrách v Riu de Janeiru.
24. srpna – středa
 Při zemětřesení o síle 6,2 momentové škály zahynulo ve středoitalské Umbrii nejméně 38 lidí a bylo poničeno několik měst.
 Ve věku 97 let zemřel bývalý německý prezident Walter Scheel (na obrázku).
  Tanky turecké armády vnikly na území Sýrie v rámci ofenzivy proti Islámskému státu.
25. srpna – čtvrtek
  Exoplaneta Proxima Centauri b byla objevena v obyvatelné zóně nejbližší hvězdy Proxima Centauri.
  Německá kancléřka Angela Merkelová přijela na státní návštěvu do Prahy.
26. srpna – pátek
 Most Sultána Selima I. (na obrázku), nejvyšší visutý most na světě, byl otevřen nad Bosporskou úžinou.
 V pražských barrandovských studiích shořelo filmové městečko, ve kterém se měl natáčet středověký seriál. Škoda je asi 100 milionů Kč.
27. srpna – sobota
 Diamantová liga: Bahrajnská běžkyně Ruth Jebetová překonala na Meetingu Areva světový rekord v běhu na 3000 metrů překážek.
 Zemětřesení ve střední Itálii stále není zcela u konce, během noci byla zaznamenána další série následných otřesů, nejintenzivnější o síle 4,2 stupně. Záchranáři také vyprostili z trosek další těla, počet obětí se tak zvýšil celkem na 290 osob.
 Po 4 letech komunitního vývoje vyšla nová verze softwaru sociální sítě diaspora* 0.6.0.0.
28. srpna – neděle
 Polská atletka Anita Włodarczyková překonala svůj vlastní světový rekord v hodu kladivem.
 Turecko zrušilo zákaz nošení šátků (na obrázku) pro policistky za předpokladu, že šátky budou bez motivů a stejné barvy jako uniformy. Kritici poukazují na to, že šátky jsou výrazem náboženského konzervatismu a jsou v rozporu se sekulárním charakterem země, jak ho stanovuje téměř sto let ústava. Jejich názoroví oponenti ale tvrdí, že šátky jsou současně projevem osobní svobody každého jednotlivce.
29. srpna – pondělí
 Mezi kolumbijskou vládou a povstaleckou skupinou FARC začalo po 52 letech platit trvalé příměří. 
 Nejméně 300 sobů zabil úder blesku v norském národním parku Hardangervidda.
30. srpna – úterý
 Ve věku 74 let zemřela Věra Čáslavská, československá mistryně světa a Evropy ve sportovní gymnastice, trenérka, sportovní funkcionářka a sedminásobná olympijská vítězka. 
 Válka proti Islámskému státu: Abú Mohamed al-Adnani, tiskový mluvčí samozvaného Islámského státu, byl zabit v guvernorátu Aleppo.
 Tři lidé byli zraněni při útoku sebevražedného atentátníka na čínskou ambasádu v kyrgyzském hlavním městě Biškeku.
 Francouzský ministr hospodářství Emmanuel Macron rezignoval na svou funkci, aby se mohl připravovat na prezidentské volby v roce 2017.
31. srpna – středa
  Nejstarší známé fosilie živých organismů staré 3,7 miliardy let byly objeveny v grónské lokalitě Isua Greenstone Belt.
 Michel Temer se stal brazilským prezidentem, poté co brazilský senát odvolal prezidentku Dilmu Rousseffovou.